# Papa Zosim
Papa Zosim (n. secolul al IV-lea d.Hr., Mesoraca, Calabria, Italia – d. 28 decembrie 418 d.Hr., Roma, Imperiul Roman de Apus) a fost Papă al Romei în perioada 18 martie 417 - 26 decembrie 418. Papa Zosim nu trebuie confundat cu istoricul Zosimus.

## Activitatea
După Liber Pontificalis, Zosim era grec, iar tatăl său se numea Abram. Sursele mai târzii afirmă că familia sa era de origine evreiască, însă informațiile nu sunt sigure.
Nu sunt date din viața lui Zosim înainte de alegerea sa ca Papă. Consacrarea sa ca episcop al Romei a avut loc pe 18 martie 417.
Ceremonia sa a fost oficiată de Patroclus, Episcop de Arles, ridicat pe scaunul episcopal în locul lui Hero, care a fost îndepărtat în mod injust și brutal de către generalul imperial, Constantin. Patroclus a dobândit încrederea Papei repede, astfel pe 22 martie a primit o scrisoare papală prin care dobândea drepturile de mitropolit, având control asupra episcopilor din toate provinciile galice (Viennensis și Narbonensis I și II). În mod suplimentar a fost creat pentru Patroclus titlul de vicar papal asupra întregii Galii; astfel nici un reprezentant ecletiastic, nici măcar episcopii din Galia, nu puteau merge la Roma fără să aibă asupra lor un certificat de identitate emis de mitropolitul Patroclus.
În 417 papa Zosim a învestit un mitropolit de Arles, cu puteri peste tot episcopatul din Galia, având o poziție fermă și implicând-se în mod activ pentru formarea acestei arhiepiscopii. Temperamentul său iritabil l-a caracterizat în controversele la care a luat parte în Galia, Africa și Italia, incluzând și Roma, unde clerul era foarte divizat.
În anul 400, Arles a înlocuit orașul Trier, ca reședință a Guvernatorului (Prefectus Praetorio Galliarum) Diocezei Civile a Galiei. Patroclus, care beneficia de ajutorul generalului Constantin, a folosit acest sprijin pentru a dobândi pentru sine titlul mai sus menționat, convingându-l pe papa Zosim că intențiile sale sunt onorabile. Episcopii din Vienne, Narbonne și Marseille au privit această ridicare pe Scaunul Episcopal din Arles ca încălcarea drepturilor lor și au ridicat obiecții în câteva scrisori ale Papei. Până la urmă, disputa nu a fost rezolvată până la venirea pe scaunul papal a papei Leon cel Mare.

## Confruntarea cu pelagianismul
Nu mult după alegerea lui Zosim pe scaunul papal, susținătorul Pelagianismului, Caelestius, care a fost condamnat de Papa Inocențiu I, a venit la Roma să se justifice înainte să fie expulzat din Constantinopol. În vara anului 417 papa Zosim a ținut o ședință a clerului creștin din Roma, în Biserica San Clemente, înainte ca Caelestius să apară. 
În trecut situația sa a fost obiectul unei îndelungate dispute. Când Caelestius încerca să fie prezbiter în Cartagina, diaconul Paulinus din Milano i-a trimis episcopului Aurelius un memoriu prin care prezenta doctrina lui Caelestius de origine pelagiană și care îl cataloga drept eretic. Caelestius a fost convocat în fața Sinodului la Cartagina 411; însă el a refuzat să retracteze tezele doctrinei sale, afirmând cu nu sunt eretice. Ca pedeapsă a fost exclus de la hirotonisire, iar tezele sale au fost condamnate, cu toate acestea învățătura sa a luat amploare în Cartagina. El însuși plecând la Efes, în Asia Mică, unde a fost hirotonit preot și și-a continuat cu succes activitatea. După ce controversa pelagianismului luase amploare, au fost convocate două sinoade. În toamna anului 416 Sinodul la Cartagina prezidat de episcopul Aurelius și Sinodul de la Mileve ținut de Sfântul Augustin, ambele sinoade au condamnat doctrinele lui Pelagius și Caelestius ca fiind contradictorii credinței catolice.
Pornind de la principiul că rezoluțiile sinoadelor provinciale nu au forță efectivă până ce nu sunt aprobate de autoritatea supremă a Bisericii Apostolice, Papa Inocențiu I a rânduit învățătura catolică despre păcatul originar și slavă, excluzându-i pe Pelagius și Caelestius, despre care i s-a spus că au respins aceste doctrine, din sânul Bisericii până ce le va veni mintea la cap. În Africa, unde decizia a fost primită cu o nedisimulată bucurie, întreaga controversă asupra pelagianismului era privită ca închisă. 
Papa Zosim în 417 i-a urmat lui Papa Inocențiu I. În fața tribunalului său, întreaga chestiune pelagiană era acum redeschisă și discutată în toate aspectele ei. Acest prilej s-a ivit datorită declarațiilor atât a lui Pelagius cât și a lui Caelestius, remise Bisericii  Romane pentru a se justifica. Cu toate că deciziile anterioare ale lui Inocențiu I au alungat orice îndoieli despre chestiunea în sine, totuși chestiunea   persoanelor implicate era indecisă, iar simțul dreptății al lui Zosim îi interzicea să pedepsească pe cineva cu excomunicarea înainte de a fi pe deplin convins de greșeala acelei persoane. 
Caelestius, care între timp își schimbase reședința din Efes la Constantinopol, însă fusese alungat de episcopul Atticus, anti-pelagian, s-a pus pe fapte pentru propria reabilitare. În 417 el a mers la Roma personal și a lăsat la picioarele lui Papa Zosim o mărturie de credință detaliată, în care își afirma credința în toate doctrinele, "de la Treimea unui singur Dumnezeu până la învierea morților". Mulțumit de această declarație, Zosimus a trimis două scrisori diferite către episcopii africani, spunând că în cazul lui Caelestius episcopii Heros și Lazarus au procedat fără circumspecția cuvenită, iar la Pelagius tot așa, deoarece s-a dovedit prin recenta sa declarație că nu s-a abătut de la adevărul de credință. Cât despre Caelestius, care atunci se afla în Roma, papa i-a însărcinat pe africani fie să își revizuiască vechea sentință, fie să îi dovedească erezia în prezența sa în decursul a două luni.
În mare grabă a fost convocat un sinod la Cartagina, în noiembrie 417, care i-a scris și Papei Zosim, rugându-l imediat să nu abroge sentința pe care predecesorul lui, Inocențiu I, a pronunțat-o împotriva lui Pelagius și Caelestius, până ce aceștia nu își vor fi mărturisit crezul. Printr-o altă scrisoare din 21 martie 418 Zosimus îi asigura că încă nu s-a pronunțat definitiv, dar că va trimite spre Africa toate documentele privitoare la pelagianism, pentru a deschide calea unei judecări noi, complete. Ca urmare a poruncii papale, s-a ținut pe 1 mai 418, în prezența a 200 de episcopi, faimosul Conciliu din Cartagina, care iarăși a etichetat pelagianismul ca erezie în opt canoane.
Între timp, îndemnată de africani, puterea laică s-a amestecat și ea în dispută, împăratul Honorius, printr-o ordonanță din 30 aprilie 418, din Ravenna, alungând toți pelagienii din orașele Italiei.

## Decesul
Papa Zosim a decedat pe 26 decembrie 418 și a fost îngropat în Biserica San Lorenzo fuori le mura.